# ジョン・カッティング・ベリー
ジョン・カッティング・ベリー(John Cutting Berry、1847年1月16日 - 1936年2月9日）は、アメリカ合衆国出身の宣教師・医師。アメリカン・ボードによって日本へ派遣された。神戸・京都・岡山などで医療活動を行い、ジェームス・カーティス・ヘボンとともに「東のヘボン、西のベリー」と称された。1911年（大正11年）、勲三等瑞宝章を受章。

## 生涯
1847年、アメリカ合衆国メイン州に生まれる。4歳の時、船長だった父が死に、父の友人の家に引き取られる。生活のために11歳から働くようになった。キリスト教の影響を受けて17歳で受洗。20歳の時に乗り込んだ船が嵐に遭遇した際に「神様が何事かのために私の命を護って下さった」と感じ、「これからの生涯を神の示し給う導きのままに従う」と決意する。
1871年にフィラデルフィアのジェファーソン医科大学を卒業し、アメリカン・ボードの宣教師となる。翌1872年6月に来日。
同年7月に兵庫国際病院（神戸万国病院。後の神戸海星病院）の医事監督に就任し、聖書を読み聞かせることと引き換えに日本人の貧民を無料で診察した。ベリーは神戸の生田神社前にも貧民のための施療所「恵済院」を設け、さらに日本人医師とともに日本初の慈善病院である医師有志独立病院を三田市に設立した。
ベリーはさらに兵庫県令神田孝平の要請により兵庫県病院（神戸病院。後の神戸大学医学部附属病院）の支配頭に就任し、神戸・姫路・明石・加古川・有馬・三田などで医療活動を行った。ベリーは月に500-700人ほどの患者を診察し、その傍ら地元の医師への指導も行った。1873年1月には兵庫県病院で、750人の医師・医学生が立ち会う中、兵庫県初の人体解剖を行った。
1877年（明治10年）に神戸の監獄でコレラが大流行した際には兵庫県の要請を受けて監獄内に立ち入り、監獄内の不衛生な環境や囚人に対する非人道的な扱いを目にした。ベリーは兵庫県知事に監獄制度の改善を訴え、ベリーに複数の宣教師が続いて監獄を視察し、制度改善案を日本政府に提出した。こうした動きは日本における監獄改良運動の端緒となったと評価されている。ベリーはさらに内務大臣大久保利通の理解を得て大阪、京都、兵庫、播磨の監獄を視察し、報告書を作成した。この報告書はその後の行刑のあり方に影響を与えたとされる。
1878年に岡山へ移り、県立病院の改革に取り組む。1883年に京都へ移り、1887年同志社病院院長に就任。日本初の看護学校である同志社病院付属京都看病婦学校の設立にも参与した。
1893年に日本を去り、マサチューセッツ州ウースターの市民病院で眼科・耳鼻科を担当、軽費病院の訪問医を務めた。1911年（大正11年）、勲三等瑞宝章を受章。